# Günther Mensching
Günther Mensching (* 4. März 1942 in Bonn) ist ein deutscher Philosoph. Seine Schwerpunkte sind Geschichte der Philosophie, Metaphysik und Sozialphilosophie.
Mensching, Sohn des Religionswissenschaftlers Gustav Mensching (1901–1978) und der jüngere Bruder des Schriftstellers, Puppenspielers und Germanisten Gerhard Mensching (1932–1992), studierte an der Universität Frankfurt am Main Philosophie, Soziologie und Völkerkunde. Er wurde 1969 bei Max Horkheimer und Theodor W. Adorno mit einer Untersuchung zur Gesellschaftstheorie des französischen Materialismus, die 1971 unter dem Titel Totalität und Autonomie als Buch erschien, promoviert. Von 1970 bis 1977 war Mensching Lehrbeauftragter in Frankfurt/M. 1972 wurde er Akademischer Rat, 1994 Hochschuldozent an der Pädagogischen Hochschule Niedersachsen, Abteilung Lüneburg (seit 1989 Universität Lüneburg). 1979 habilitierte er sich an der Universität Hannover, wo er ab 1985 als außerplanmäßiger Professor und von 1997 bis zur Pensionierung 2007 als Professor tätig war. Zudem hatte er im Semester 1984/85 eine Gastprofessur an der Université Paris I inne.
Er ist Mitglied des Beirats des Gesellschaftswissenschaftlichen Instituts Hannover.

## Schriften

### Autor
- Totalität und Autonomie. Untersuchungen zur philosophischen Gesellschaftstheorie des französischen Materialismus. Frankfurt a. M.: Suhrkamp 1971. ISBN 3-518-07335-4 (Diss.)
- Das Allgemeine und das Besondere. Der Ursprung des modernen Denkens im Mittelalter. Stuttgart: Metzler 1992. ISBN 3-476-00827-4
- Thomas von Aquin. Frankfurt a. M.: Campus 1995. ISBN 3-593-35261-3
- Jean-Jacques Rousseau zur Einführung. Hamburg: Junius 2000. ISBN 3-88506-314-X
- Von der Tautologie zum realen Grund. Reflexionen zu Hegels Metaphysik der absoluten Produktivität. In: Andreas Knahl, Jan Müller, Michael Städtler, u. a.: Mit und gegen Hegel. Von der Gegenstandslosigkeit der absoluten Reflexion zur Begriffslosigkeit der Gegenwart. Lüneburg: zu Klampen 2000. ISBN 3-924245-91-6
- Seele und Geist bei La Mettrie. In: Hartmut Hecht (Hrsg.): Julien Offray de La Mettrie. Ansichten und Einsichten. Berlin: Berliner Wissenschaftsverlag 2004, S. 167–178. ISBN 3-8305-0558-2

### Herausgeber
- Helvétius: Vom Menschen, seinen geistigen Fähigkeiten und seiner Erziehung. Frankfurt: Suhrkamp 1972
- Das Testament des Abbé Meslier. Frankfurt: Suhrkamp 1976 ISBN 3-518-06000-7
- Voltaire: Schriften 1: Recht und Politik. Frankfurt: Syndikat 1978 ISBN 3-8108-0086-4
- Voltaire: Schriften 2: Republikanische Ideen. Frankfurt: Syndikat 1979 ISBN 3-8108-0110-0
- Jean LeRond d'Alembert: Einleitung zur Enzyklopädie. (1751). (Philosophische Bibliothek 473) Hamburg: Meiner 1997. ISBN 3-7873-1188-2
- Gewalt und ihre Legitimation im Mittelalter. Symposium des Philosophischen Seminars der Universität Hannover von 26.–28. Februar 2002. Würzburg: Königshausen und Neumann. ISBN 3-826-02618-7